# طاهري (قلعة قاضي)
طاهري (بالفارسية: طاهری) هي قرية تقع في إيران في قسم قلعة قاضي الريفي. يقدر عدد سكانها بـ 335 نسمة تُكوّن 88 عائلة بحسب إحصاء 2016.